# 芥末無薑
芥末無薑（英語：Wasabi-No-Ginger），是漫威漫畫中的虛構超級英雄角色，由克里斯·克拉林蒙和大衛·娜卡耶馬共同創作。芥末無薑首次於《大英雄天團》#1中登場。

## 其他媒體

### 電影
在改編電影中，芥末無薑改名為芥末，種族也改為黑人，由小戴蒙·韋恩斯配音。芥末無薑是一個聰明、有點神經質、潔癖和強迫症的天才，負責在舊京山技術研究所研究鐳射切割。據芥末說，他的名字是有一次他在襯衫上染了芥末而被費吉拉改的。

### 電視
在電視影集中，芥末改由凱里·佩頓配音。

## 外部連結
- Wasabi-No-Ginger （页面存档备份，存于） 漫畫書數據庫